# Big Man from the North
Pour plus de détails, voir Fiche technique et Distribution.
Big Man from the North est un dessin animé de la Warner Bros. Pictures, dans la série des Bosko (Looney Tunes), sorti en 1931.
Il a été produit et réalisé par Hugh Harman et Rudolf Ising. De plus, Leon Schlesinger est crédité comme producteur associé.

## Synopsis
Bosko est dans la police montée. Il est chargé de ramener un bandit mort ou vif. [..]

## Fiche technique
- Titre original : Big Man from the North
- Réalisation : Hugh Harman et Rudolf Ising
- Producteurs : Hugh Harman, Rudolf Ising et Leon Schlesinger
- Musique : Frank Marsales
- Production : Leon Schlesinger Studios
- Distribution : Warner Bros. Pictures
- Durée : 7 minutes
- Format : noir et blanc - mono
- Langue : anglais
- Pays : États-Unis
- Date de sortie :  États-Unis : février 1931
- Genre : Dessin-animé
- Licence : domaine public[1]

## Distribution

### Voix originales
- Johnny Murray (en) : Bosko
- Rochelle Hudson : Honey